# خورخي توريس
خورخي توريس (بالإنجليزية: Jorge Torres)‏ هو عداء مراثوني أمريكي، ولد في 22 أغسطس 1980 في شيكاغو في الولايات المتحدة.

## وصلات خارجية
- خورخي توريس على موقع الاتحاد الدولي لألعاب القوى (الإنجليزية)
- خورخي توريس على موقع أوليمبيديا (الإنجليزية)
- خورخي توريس على موقع اللجنة الأولمبية والبارالمبية الأمريكية (الإنجليزية)